# Energia lluminosa
En fotometria, l'energia lumínica  o  lluminosa  és la fracció d'energia percebuda de l'energia transportada per la llum i que es manifesta sobre la matèria de diferents maneres, una d'elles és arrencar els electrons dels metalls, pot comportar-se com una ona o com si fos matèria, però el més normal és que es desplaci com una ona i interaccioni amb la matèria de manera material o física. L'energia lumínica és de fet una forma d'energia electromagnètica.
L'energia lluminosa no s'ha de confondre amb l'energia radiant.

## Energia radiant
L'energia radiant és una quantitat objectiva que depèn només de la intensitat de llum i del color de la llum. La intensitat de fet està relacionada amb el nombre de fotons per unitat de temps que incideixen en una superfície i el color està relacionat amb la longitud d'ona o freqüència de la llum incident. De fet la potència lumínica associada a una font és la taxa de transferència d'energia lumínica per unitat de temps i pot expressar com:

{\displaystyle P_{lum}={\frac {dE_{lum}}{dt}}=\int _{0}^{\infty }n_{fot}(\nu )h\nu \ d\nu }

On:
{\displaystyle N_{fot}(\nu )\,} és el nombre de fotons d'una certa freqüència {\displaystyle \nu \,} emesos per unitats de temps.
{\displaystyle H\,}, és la constant de Planck.

## Energia lumínica absorbida

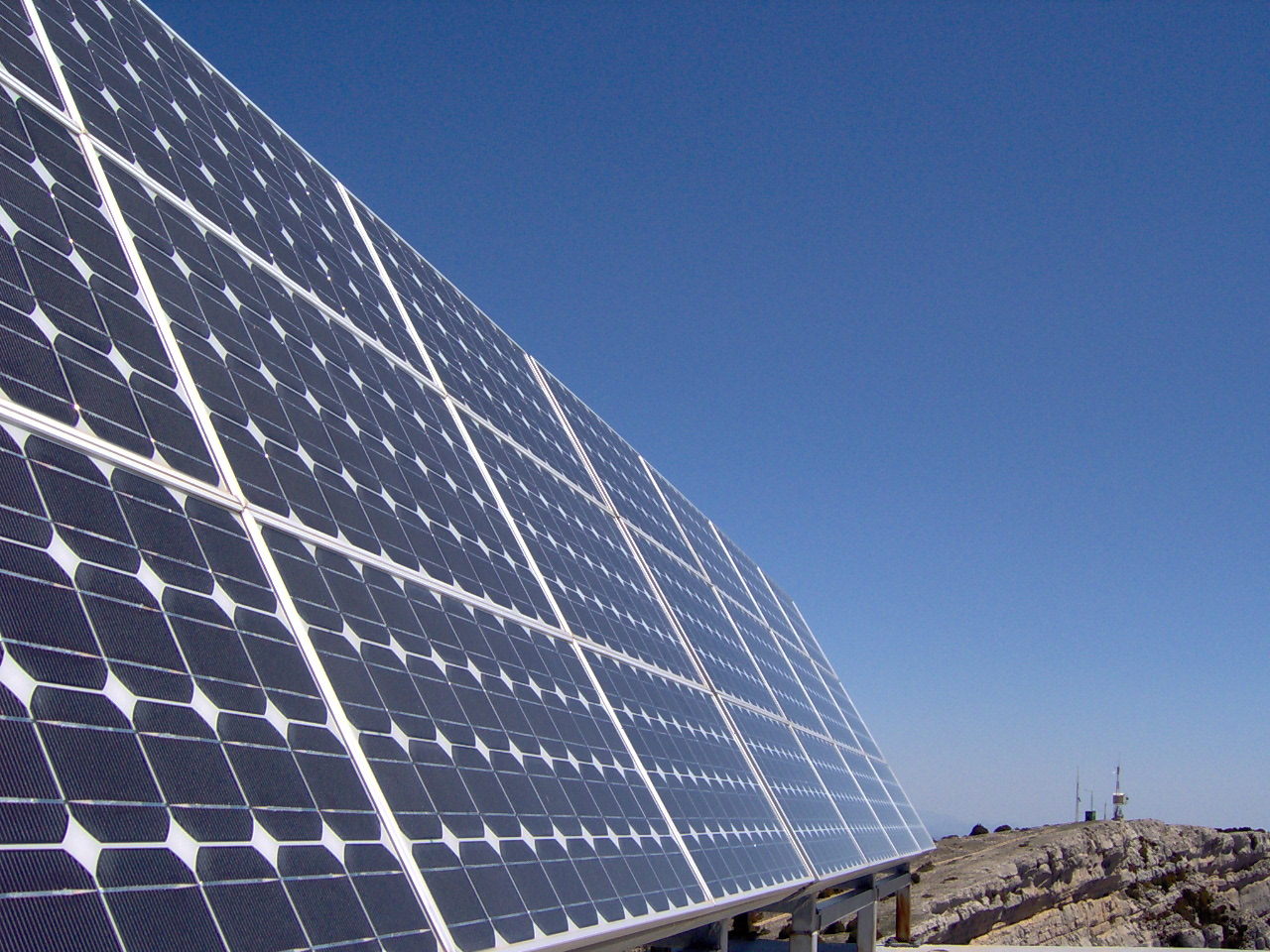
Panell solar.

En les situacions pràctiques l'energia lluminosa transferida a una superificie dependrà tant de propietats físico-químiques d'aquesta com de factors geomètrics com la seva orientació respecte a la direcció d'incidència de la llum.
Això tenen interès pràctic perquè a partir de l'energia lluminosa es pot obtenir bé directament o bé indirectament energia elèctrica. La forma directa involucra l'ús de cèl·lules fotovoltaiques, mentre que les formes indirectes consisteixen en escalfar un fluid circulant, que pot usar-se en moure algun tipus de turbina o element mecànic generant energia cinètica, i transformar l'energia mecànica resultant en energia elèctrica. En aquest segon cas sovint s'usen miralls corbats que concentra l'energia lluminosa en un volum o àrea més reduïts augmentant localment la intensitat de la llum. El fluid escalfat freqüentment està dins d'un circuit proveït d'un sistema de vàlvules mogudes per vapor d'aigua que ha estat vaporitzat per la calor concentrat dels miralls.

## Energia lumínica visible
De tota l'energia lumínica absorbible només una fracció es percep per l'ull, que a més presenta diferent sensitivitat a la llum de diferents colors. Pel que una mesura de la llum percebuda ha de ponderar diferent cada longitud d'ona, així per exemple, l'ull presenta la màxima sensibilitat per longituds al voltant de 555 nm. Una llum amb la mateixa energia radiant però amb longitud d'ona més curta o més llarga que 555 nm serà percebuda amb menys energia lumínica.

## Unitats
| Magnitud             | Símbol | Unitat del SI             | abeura. | Notes                                                          |
| -------------------- | ------ | ------------------------- | ------- | -------------------------------------------------------------- |
| Energia lluminosa    | Q v    | lumen segon               | lm·s    | A vegades es fa servir la denominació Talbot, aliena al SI     |
| Flux lluminós        | F      | lumen (= cd·sr)           | lm      | Mesura de la potència lluminosa percebuda                      |
| Intensitat lluminosa | I v    | candela (= lm/sr)         | cd      | Una Unitat bàsica del SI                                       |
| Luminància           | L v    | candela per metre quadrat | cd/m 2  | A vegades es fa servir la denominació nit, aliena al SI        |
| Il·luminació         | E v    | lux (= lm/m 2 )           | lx      | Usat per mesurar la incidència de la llum sobre una superfície |
| Emitància lluminosa  | M v    | lux (= lm/m 2 )           | lx      | Usat per mesurar la llum emesa per una superfície              |
| Eficàcia lluminosa   |        | lumen per watt            | lm/W    | Raó entre flux lluminós i flux radiant                         |

En altres sistemes d'unitats, l'energia lumínica es pot expressar en unitats d'energia.